# 钱徽
錢徽（755年—829年），字蔚章。浙江吳興（今湖州市）人。

## 生平
貞元初年進士出身，居穀城。當地縣令王郢好客，喜結交三教九流，以公帑請客送禮，被革職查辦。觀察使樊澤負責處理此案，發現只有錢徽一文不取。乃表署掌書記。元和初年入朝，任翰林學士。长庆元年（821年），官禮部侍郎，掌贡举，考前西川節度使段文昌和翰林学士李绅，都把知好的名字委托钱徽，要求及第。放榜後，錄取進士有楊殷士、蘇巢、裴譔、鄭朗、盧公亮等三十三人。蘇巢是李宗閔之婿，裴譔是裴度之子，鄭朗是鄭覃之弟，楊殷士是楊汝士之弟。然而段文昌和李紳所屬者皆不在新科進士名單內。段文昌立即上奏錢徽取士徇私，皇帝下命中书舍人王起、知制诰白居易重试，最後駁放盧公亮等十人。貶錢徽為江州（今江西九江市）刺史。官至尚書郎。与薛正伦、魏弘简有往來。太和三年（829年）去世，年七十五。

## 家族
父錢起。
子钱可复，礼部郎中，被凤翔节度使郑注聘为凤翔节度副使，死于甘露之变。

## 延伸阅读
[在维基数据编辑]
 《舊唐書·卷168》，出自刘昫《舊唐書》
 《新唐書/卷177》，出自《新唐書》